# Baggholma

Baggholma är en ö och by i Brändö kommun, Åland.
I Baggholma by är det 12 mänskior som bor där året om och det finns också ett par sommarboende.
Baggholma nämns i skatteböckerna från 1530-talet. Under 1600-talet inrättades gästgiverier utefter postvägen för att post och resenärer skulle kunna transporteras snabbare. Pål Henriksson, Södergård var gästgivare i Baggholma på 1650-talet.
Två författare som bott på Baggholma är Robert Nordling (1936–1996, I Begynnelsen var Baggholma Världens Medelpunkt, Hanna, Livstycken) och Björn Carneholm (född 1939, Iskultur i skärgården, Dagen med mig, "Arkipelagcyklopedi").